# Ultimate Toni Braxton
Ultimate Toni Braxton är det första samlingsalbumet av den amerikanska sångaren Toni Braxton. Albumet gavs ut av Arista Records den 4 november 2003. Efter utgivningen av sitt femte studioalbum More Than a Woman var Braxton besviken på hur bolaget hanterat lanseringen av albumet och gav managern Barry Hankerson uppdraget att avsluta skivkontraktet. Ultimate Toni Braxton markerade slutet på hennes tolvåriga arbetsrelation med bolaget. 
Vid utgivningen mottog samlingsalbumet positiv kritik från musikjournalister som noterade Braxtons artistiska utveckling genom åren. Albumet hade störst framgångar i Storbritannien där det nådde plats 23 respektive 14 på UK Albums Chart och UK R&B Albums och certifierades guld av British Phonographic Industry.

## Bakgrund och utgivning
Den amerikanska sångaren Toni Braxton blev den första kvinnliga artisten att skriva på för LaFace Records (som ägdes av Arista Records) år 1991. Hon blev en av decenniets största artister och släppte fem studioalbum fram till 2002. Totalt såldes albumen i över 13 miljoner exemplar i USA enligt Nielsen SoundScan. Fram till 2003 hade hennes singlar, album och musikvideor sålts i 40 miljoner exemplar fram till 2003. Braxtons arbetsrelation till Arista var dessvärre komplicerad och ansträngd under flera perioder. År 1997 stämde hon bolaget efter att bara fått en bråkdel av den royalty som andra mångmiljonsäljande artister tjänat. När Arista svarade med en stämningsansökan tvingades Braxton ansöka om personlig konkurs. Tvisten slutade med en förlikning där Braxton blev kvar hos skivbolaget men fick högre royalties, en löneökning samt förlagsrättigheterna till alla låtar hon hjälpt till att skriva.
Under lanseringen av det femte studioalbumet More Than a Woman (2002) surnade Braxtons relation till Arista efter att hon blev gravid och inte kunde marknadsföra albumet. Albumet presterade undermåligt och blev hennes första att missa topp-tio på amerikanska albumlistan Billboard 200. Besviken på skivbolagets hantering av projektet, gav hon managern Barry Hankerson uppdraget att avsluta skivkontraktet. Den 9 oktober år 2003 meddelade Billboard att Braxtons första samlingsalbum Ultimate Toni Braxton markerade slutet på hennes samarbete med Arista. Albumet säpptes 4 november 2003. Braxton marknadsförde inte lanseringen då hon jobbade på Broadwaymusikalen Aida.

## Innehåll
Standardversionen av Ultimate Toni Braxton består av 18 spår. Albumet innehåller några av Braxtons största hitlåtar i kronologisk ordning. De första två spåren, "Give U My Heart" och "Love Shoulda Brought You Home" spelades in år 1992 till den amerikanska långfilmen Boomerang (1992). Låtarna erbjöds till Braxton av hennes dåvarande mentor Kenneth "Babyface" Edmonds efter att sångaren Anita Baker avböjt att spela in dem. Låtarna blev hennes första topp-tio noteringar på amerikanska R&B-listan. Albumets fem nästkommande spår kom från hennes självbetitlade debutalbum som släpptes år 1993. Originalversionen av "Seven Whole Days" exkluderades från albumet till fördel för en liveversion. Från hennes andra studioalbum Secrets (1996) inkluderades tre av albumets fyra singlar, däribland Pop-ettorna "You're Makin' Me High" och "Un-Break My Heart" samt "Let It Flow" som spelades in till soundtracket till filmen Hålla andan (1995).
Från Braxtons tredje studioalbum The Heat (2000) inkluderades singlarna "He Wasn't Man Enough" och "Just Be a Man About It", den förstnämnda var hennes andra R&B-etta i karriären. Underrepresenterade var spår från More Than a Woman (2002), där bara huvudsingeln "Hit the Freeway" inkluderades. Två tidigare outgivna spår, "The Little Things" och "Whatchu Need" inkluderades också på albumet. Den sistnämnda låten var en av två som producerades av Braxtons tidigare samarbetspartner Rodney "Darkchild" Jerkins till More Than a Woman. Den beskrevs som en "medryckande upptempo-komposition" skapad med Jerkins, vid tidpunkten, nya produktionsstil "Darkchild on-and-off knock".

## Mottagande
Ultimate Toni Braxton mottog mestadels positiv kritik från musikjournalister. Stephen Thomas Erlewine från Allmusic noterade Braxtons skifte i stil under albumets gång: från att ha sjungit "sofistikerad vuxenpop" till att övergå till dansanta och sexiga låtar senare i karriären. Erlewine ansåg att genrer-skiftet trots att fungerade bra på Ultimate Toni Braxton tack vare att Braxtons höga självförtroende som artist. Han var mindre positiv till de tidigare outgivna låtarna och att albumet till största del bestod av kompositioner i långsamt tempo. Han avslutade: "Hon var en av de största soulsångarna under 1990-talet och detta album visar varför. The Rolling Stone Album Guide gav albumet ett högt betyg. Författaren ansåg att Ultimate Toni Braxton gjorde hennes övriga musikkatalog "onödig" och att det var "roligt" att följa hennes allt större "kaxighet" under karriärens gång.
Efter utgivningen presterade Ultimate Toni Braxton måttligt på albumtopplistorna. I USA gick albumet in på plats 119 på Billboard 200 den 22 november 2003 och föll ur listan två veckor senare. På listan Top R&B/Hip-Hop Albums nådde albumet plats 43 och spenderade 6 veckor totalt på listan. I Storbritannien nådde Ultimate Toni Braxton plats 23 respektive 14 på UK Albums Chart och UK R&B Albums. Braxton tilldelades ett guldcertifikat av British Phonographic Industry, hennes nionde i landet.

## Låtlista
| 1.  | "Give U My Heart" (duet with Kenneth "Babyface" Edmonds)  | Kenneth "Babyface" Edmonds, L.A. Reid, Daryl Simmons, Bo Watson                 | Babyface, Reid, Simmons | 4:00 |
| 2.  | "Love Shoulda Brought You Home"                           | Babyface, Reid, Simmons, Watson                                                 | Babyface, Reid, Simmons | 4:51 |
| 3.  | "Another Sad Love Song"                                   | Babyface, Simmons                                                               | Babyface, Reid, Simmons | 3:49 |
| 4.  | "Breathe Again"                                           | Babyface                                                                        | Babyface, Reid, Simmons | 4:15 |
| 5.  | "Seven Whole Days" (live)                                 | Babyface, Reid                                                                  | Babyface, Reid, Simmons | 4:40 |
| 6.  | "You Mean the World to Me"                                | Babyface, Reid, Simmons                                                         | Babyface, Reid, Simmons | 3:59 |
| 7.  | "How Many Ways"                                           | Braxton, Philip Field, Vincent Herbert                                          | Herbert                 | 4:26 |
| 8.  | "You're Makin' Me High"                                   | Babyface, Bryce Wilson                                                          | Babyface, Wilson        | 4:06 |
| 9.  | "Let It Flow"                                             | Babyface                                                                        | Babyface                | 4:09 |
| 10. | "Un-Break My Heart"                                       | Diane Warren                                                                    | David Foster            | 4:28 |
| 11. | "I Love Me Some Him"                                      | Soulshock & Karlin, Andrea Martin, Gloria Stewart                               | Soulshock & Karlin      | 4:36 |
| 12. | "I Don't Want To"                                         | R. Kelly                                                                        | Kelly                   | 4:17 |
| 13. | "He Wasn't Man Enough" (Radio Edit)                       | LaShawn Daniels, Fred Jerkins III, Rodney "Darkchild" Jerkins, Harvey Mason Jr. | Darkchild               | 3:59 |
| 14. | "Just Be a Man About It" (Radio Edit)                     | Johntá Austin, Teddy Bishop, Braxton, Bryan-Michael Cox                         | Bishop, Braxton, Cox    | 4:16 |
| 15. | "Hit the Freeway" (Radio Version with Rap featuring Loon) | Chauncey Hawkins, Pharrell Williams                                             | The Neptunes            | 3:47 |
| 16. | "Whatchu Need" (previously unreleased)                    | Braxton, Daniels, Darkchild, Jerkins III, Kenisha Pratt                         | Darkchild               | 3:38 |
| 17. | "The Little Things" (previously unreleased)               | Kelly                                                                           | Kelly                   | 4:31 |
| 18. | "Un-Break My Heart" (Soul-Hex Anthem radio edit)          | Warren                                                                          | Hex Hector              | 3:35 |

| 19. | "Un-Break My Heart" (Frankie Knuckles Franktidrama club mix) | Warren                                     | Frankie Knuckles | 8:36  |
| 20. | "You're Makin' Me High" (Salaam Remi's Norfside mix)         | Babyface, Wilson                           | Salaam Remi      | 4:18  |
| 21. | "How Many Ways" (R. Kelly mix)                               | Braxton, Herbert, Kelly                    | Herbert          | 5:46  |
| 22. | "I Don't Want To" (Frankie Knuckles Franktified mix)         | Kelly                                      | Frankie Knuckles | 10:57 |
| 23. | "Hit the Freeway" (Goldtrix mix)                             | Hawkins, Williams                          | Goldtrix         | 7:17  |
| 24. | "He Wasn't Man Enough" (Forces of Nature mix)                | Daniels, Darkchild, Jerkins III, Mason Jr. | Forces of Nature | 5:50  |

| 19. | "Spanish Guitar" | Diane Warren | David Foster | 3:08 |

## Listor
| Lista (2003)                           | Högsta position |
| -------------------------------------- | --------------- |
| Schweiz (Schweizer Hitparade)          | 86              |
| Storbritannien UK Albums Chart (OCC)   | 23              |
| Storbritannien UK R&B Albums (OCC)     | 14              |
| USA Billboard 200                      | 119             |
| USA Top R&B/Hip-Hop Albums (Billboard) | 43              |

## Certifikat
| Storbritannien (BPI)                   | Guld | 100 000^ |
| ^ avser siffror baserade på certifikat |      |          |

## Utgivningshistorik
| Region          | Datum            | Utgåva   | Format | Skivbolag  | Ref.   |
| --------------- | ---------------- | -------- | ------ | ---------- | ------ |
| Internationellt | 4 november 2003  | Standard | CD     | Arista BMG | [ 1 ]  |
| Japan           | 26 november 2003 | Standard | CD     | Arista BMG | [ 19 ] |